# Rosquillas ciegas

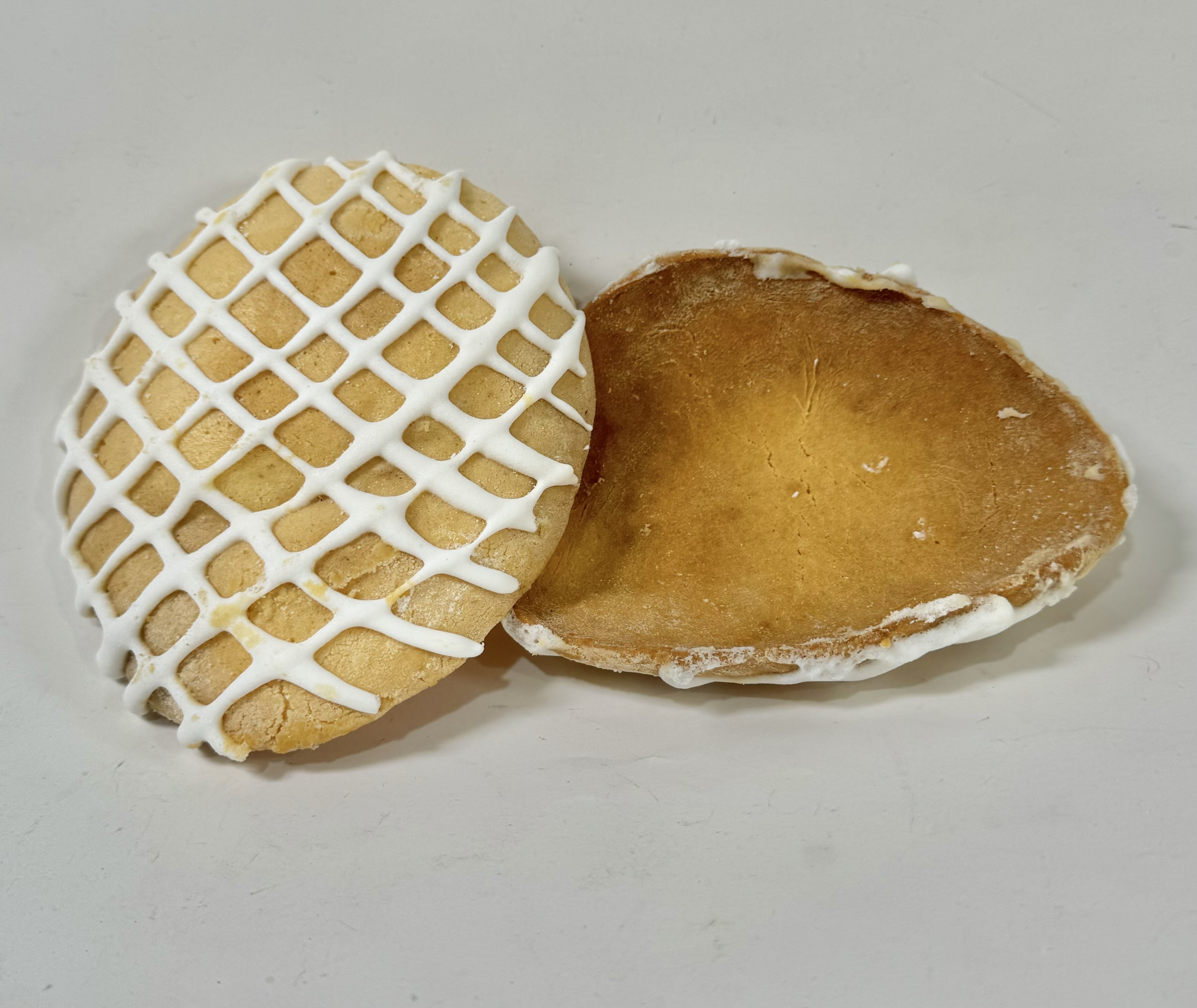
Rosquillas ciegas típicas de la comarca de la villa segoviana de Cuéllar.

Las rosquillas ciegas son un dulce típico de la gastronomía de Castilla y León, sobre todo de las provincias de Burgos, Segovia, Valladolid, y Palencia, de esta última en concreto de Saldaña.
Se cree que este dulce tiene más de 200 años de antigüedad. Se trata de una rosquilla sin agujero, particularidad que le otorga el nombre. Se elabora a base de huevo, aceite, harina y aguardiente, aunque en ocasiones también llevan vino y anís. Es de textura suave y esponjosa, y una vez horneada se baña con un merengue realizado con clara de huevo y azúcar.
Son similares a las madrileñas rosquillas de Santa Clara, que se consumen en la festividad de san Isidro, aunque estas tienen agujero. También las rosquillas ciegas están vinculadas al santo en algunos municipios, como en el segoviano de Vallelado.
Estas rosquillas dan su nombre a una plaza del municipio vallisoletano de Iscar, donde son muy típicas, y donde hubo un  obrador que elaboró las rosquillas durante cinco generaciones.